# Szamosújvárnémeti község
Szamosújvárnémeti község (románul: Comuna Mintiu Gherlii) község Kolozs megyében, Romániában. Központja Szamosújvárnémeti, beosztott falvai Coptelke, Néma, Péterháza, Széplak, Szilágytő.

## Fekvése
Kolozs megye északkeleti részén, a Szamosmenti-hátságon, Szamosújvár és Dés között helyezkedik el. Szomszédos községek: délnyugaton  Szamosújvár és Nagyiklód, északon Dés és Mikeháza, északkeleten Bálványosváralja, délkeleten Ördöngösfüzes és Szépkenyerűszentmárton. A községen áthalad a DN1C főút, a DJ 109C megyei út, valamint a 401-es vasútvonal.

## Népessége
1850-től a népesség alábbiak szerint alakult:
| Lakosok száma | 3551 | 3387 | 4240 | 4536 | 5004 | 5122 | 3693 | 3860 | 3746 | 3598 |
|               | 1850 | 1880 | 1900 | 1930 | 1941 | 1977 | 1992 | 2002 | 2011 | 2021 |

A 2011-es népszámlálás adatai alapján a község népessége 3746 fő volt, melynek 91,24%-a román és 4,62%-a roma. Vallási hovatartozás szempontjából a lakosság 87,37%-a ortodox, 3,42%-a görög rítusú római katolikus, 2,67%-a pünkösdista és 1,58%-a baptista.

## Nevezetességei
A község területéről az alábbi épületek szerepelnek a romániai műemlékek jegyzékében:
- a némai református templom (CJ-II-m-B-07723)
- a némai Szent Mihály és Gábriel arkangyalok fatemplom (CJ-II-m-B-07724)
- a szamosújvárnémeti református templom (CJ-II-m-B-07714)

## Híres emberek
Széplakon született Makray László (1815–1876) honvédtiszt, országgyűlési képviselő.